# Puccinia recondita
Puccinia recondita är en svampart som beskrevs av Dietel & Holw. 1857. Puccinia recondita ingår i släktet Puccinia och familjen Pucciniaceae.  Utöver nominatformen finns också underarten agrostidis. Den orsakar brunrost på vete.

## Källor

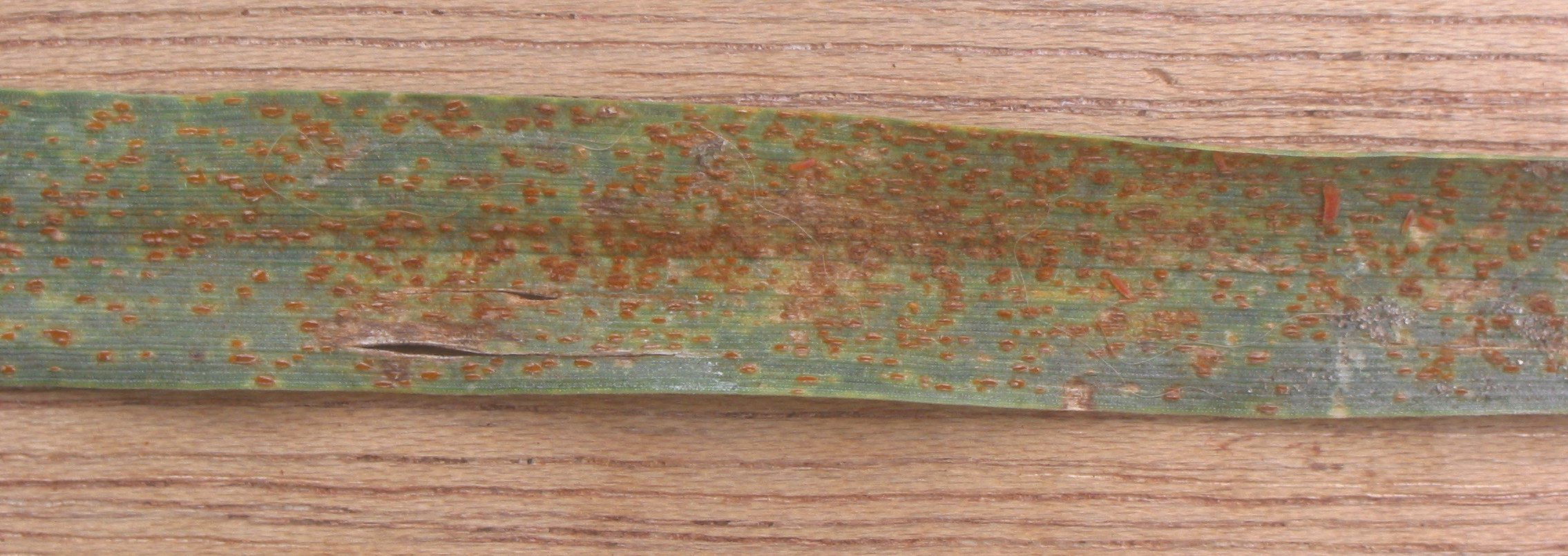
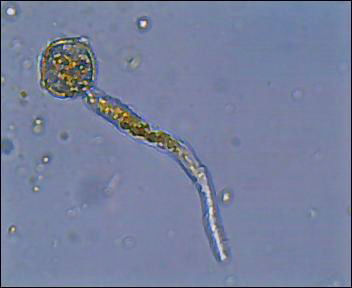
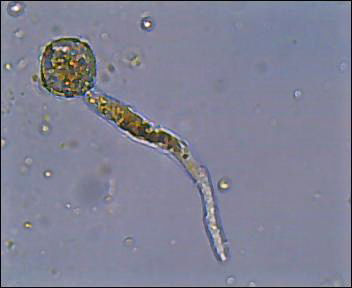
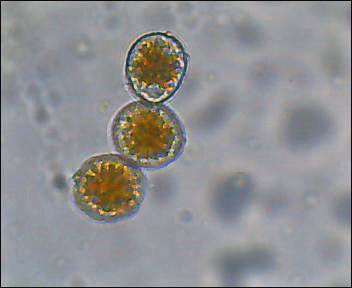
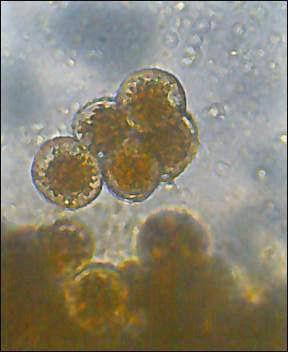
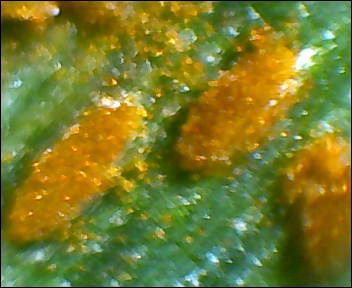
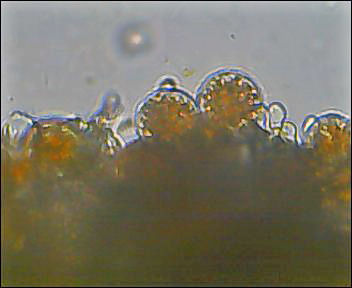
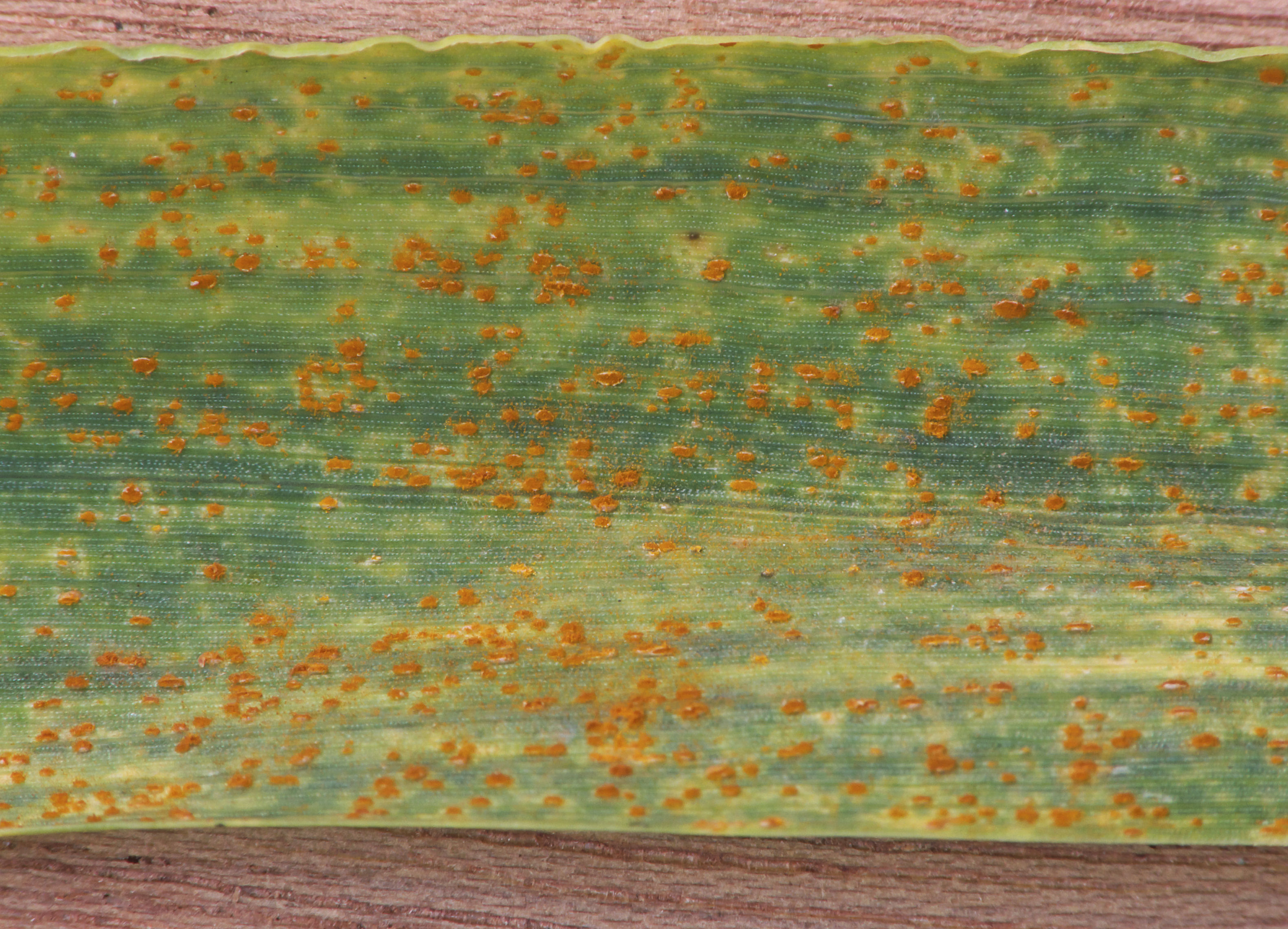